# Kaibito
Kaibito es un lugar designado por el censo ubicado en el condado de Coconino en el estado estadounidense de Arizona. En el Censo de 2010 tenía una población de 1522 habitantes y una densidad poblacional de 36,96 personas por km².

## Geografía
Kaibito se encuentra ubicado en las coordenadas 36°35′31″N 111°6′26″O / 36.59194, -111.10722. Según la Oficina del Censo de los Estados Unidos, Kaibito tiene una superficie total de 41.18 km², de la cual 41.18 km² corresponden a tierra firme y 0 km² (0 %) es agua.

## Demografía
Según el censo de 2010, había 1522 personas residiendo en Kaibito. La densidad de población era de 36,96 hab./km². De los 1522 habitantes, Kaibito estaba compuesto por el 0.46 % blancos, el 0 % eran afroamericanos, el 98.36 % eran amerindios, el 0 % eran asiáticos, el 0 % eran isleños del Pacífico, el 0 % eran de otras razas y el 1.18 % pertenecían a dos o más razas. Del total de la población el 1.51 % eran hispanos o latinos de cualquier raza.